# Caroll Spinney

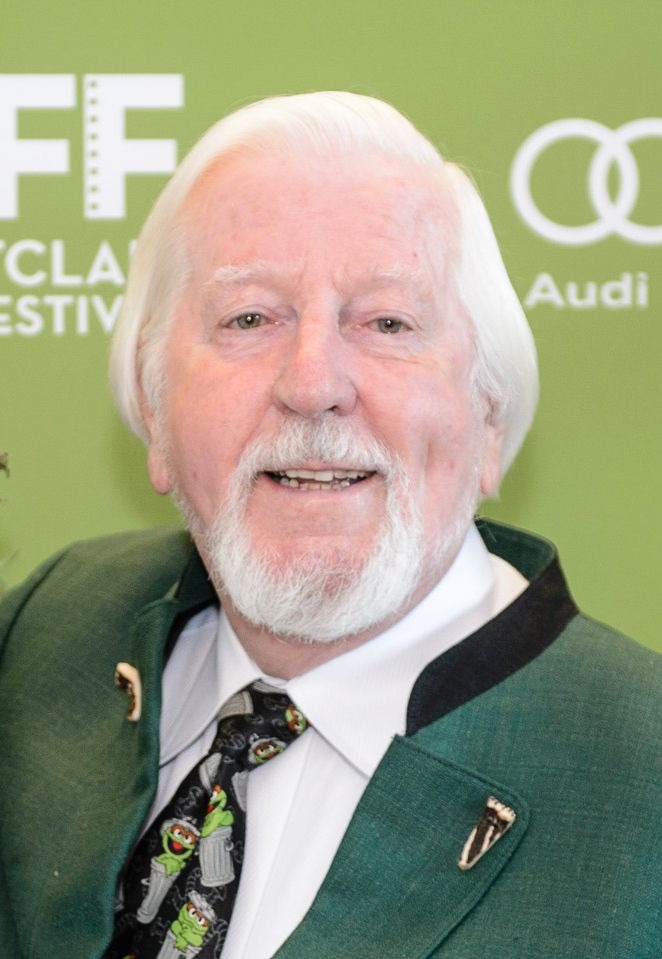
Caroll Spinney in 2014 op het Montclair Film Festival

Caroll Edwin Spinney (Waltham (Massachusetts), 26 december 1933 – Woodstock (Connecticut), 8 december 2019) was een Amerikaans poppenspeler die bekend is van zijn bijdragen aan het kinderprogramma Sesame Street. Hierin speelde hij zo'n vijftig jaar de poppen Big Bird (de Amerikaanse Pino) en Oscar het Moppermonster. Spinney dankte zijn voornaam aan het feit dat hij geboren is op tweede kerstdag: 'carol' is Engels voor 'kerstlied'.

## Sesame Street
In 1969 trad Spinney op tijdens een festival voor poppenspel in Utah. De act verliep niet zoals gewenst, maar zijn optreden wist toch de aandacht te trekken van Muppet-bedenker Jim Henson, die hem vertelde dat hij leuk vond "wat hij probeerde te doen". Henson vroeg hem of hij zou willen meewerken aan een ophanden zijnde poppenserie voor kinderen. Hij had interesse en kreeg de rol van Big Bird en Oscar toebedeeld. Spinney heeft in vijftig jaar verscheidene personages gespeeld in Sesame Street, maar deze twee zijn altijd de belangrijkste gebleven.
Wanneer zowel Big Bird als Oscar voorkwamen in één scène, dan verzorgde Spinney zelf over het algemeen het poppenspel van de pop met de meeste dialoog en zijn assistent speelde de andere. Spinney sprak wel beide stemmen in. Toen het programma nog in de ontwikkelingsfase was, opperde Caroll Spinney het idee om spontane, geïmproviseerde gesprekken te laten plaatsvinden tussen Muppets en echte kinderen. Dit is tot op de dag van vandaag een vast onderdeel in het programma.

## Gastoptredens
Als zijn personages heeft Spinney gastrollen gehad in verschillende programma's, zoals The Flip Wilson Show, Scrubs, Mister Rogers' Neighborhood, The Muppet Show en meer dan 140 afleveringen van Hollywood Squares. Ook speelde hij Oscar het Moppermonster in een scène van de speelfilm Night at the Museum: Battle of the Smithsonian naast Darth Vader, gespeeld door Thomas Morely.

## Prijzen
Sinds hij voor Henson begon te werken, heeft Spinney twee gouden platen en twee Grammy Awards ontvangen voor Sesame Street-platen en vier Daytime Emmy Awards voor zijn werk in de kinderserie. Daarnaast kreeg hij in 1994 als Big Bird een ster op de Hollywood Walk of Fame en won hij de Library of Congress's Living Legend award in 2000. In 2007 tot slot kreeg hij een Daytime Emmys Lifetime Achievement Award voor al zijn werk.

## Trivia
- Spinney woonde tot zijn dood in 2019 in Woodstock (Connecticut) met zijn vrouw, met wie hij drie kinderen had. Hij werd 85 jaar.